# 摄像头

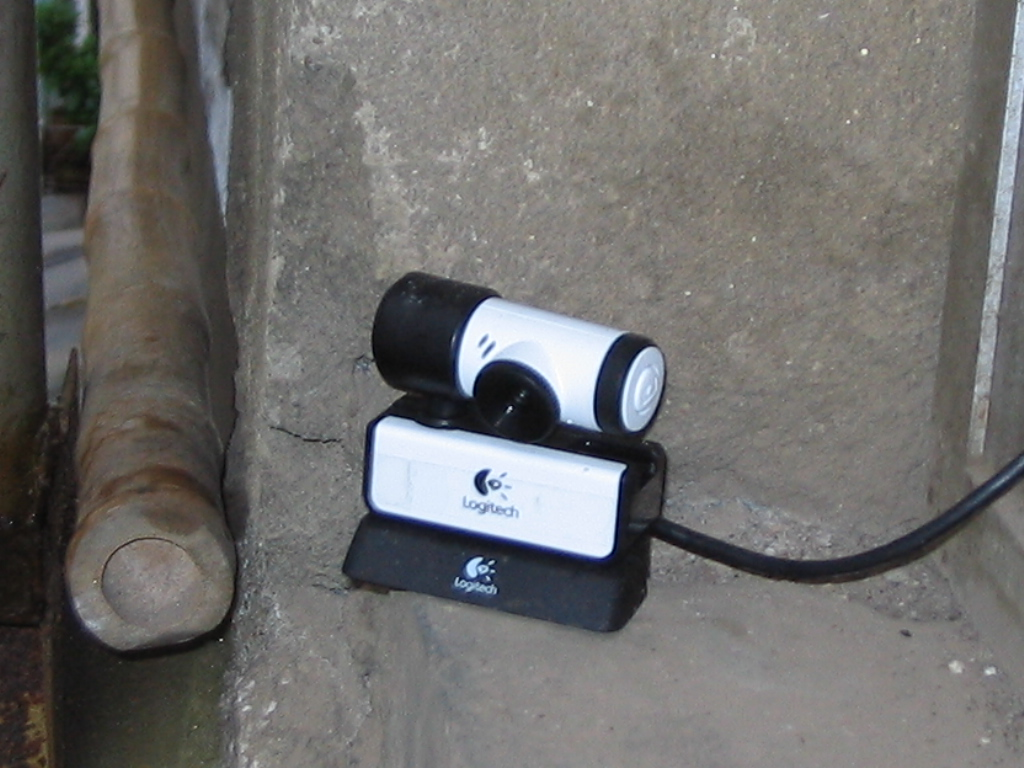
一个放在室外的羅技網路攝影機

現在的智能手機均配備了網路攝影機

網路攝影機（webcam）屬相機的一種，一般具有視訊攝影／傳播和靜態圖像捕捉等基本功能，它是藉由鏡頭採集圖像後，由網路攝影機內的感光元件電路及控制元件對圖像進行處理並轉換成電腦所能識别的數位訊號，然後藉由並列埠、通用串行總線連接，輸入到電腦後由軟體再進行圖像還原。有些則支援乙太網路或WiFi，內建有處理器及網頁伺服器，接上網路後可連線查看畫面。
目前市面上網路攝影機分為兩種，一種為直接連接電腦可用於視訊通話的消費型網路攝影機（Webcam），另一種為保全監控專用的網路監控攝影機（IP Camera/Network Camera）。
- x光透視下的摄像头內部

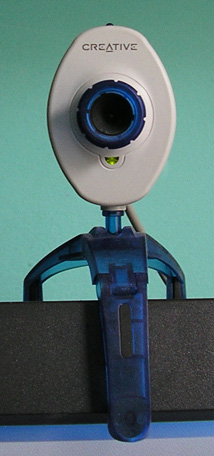
創巨出的網路攝影機

## 歷史
1991年，世界第一支網路攝影機（稱為CoffeeCam），首度出現在英國劍橋大學的泰賈屋咖啡店（Trojan room coffee pot）。至於運作最久的網路攝影機，則是舊金山州立大學的「FogCam」，自1994年使用至今。
1996年，AXIS Communications發表第一支利用網際網路架構做為訊號傳輸基礎的網路攝影機（IP Camera）。
1999年，AXIS Communications發表以Linux系統為平台的網路攝影機（IP Camera）。

## 使用

### 医疗保健
大多数现代网络摄像机能够通过使用简单的算法技巧捕足动脉脉搏率，研究人员声称这种方法准确到±5 bpm。

### 视频监控
摄像头被安装在托儿所、办公室、商店、公路等地以监控安全和员工活动。

### 視訊會議
用来在两个或多个地点的多个用户之间提供语音和运动彩色画面的双向实时传送的视听会话型会议业务。大型视频会议系统在军事、政府、商贸、医疗等部门有广泛的应用。

### 视频通话
摄像头可以进行即时通讯、网络电话等服务，全球已有数以百万的用户进行过一对一的即时视频通信。这种新的通讯形式有许多新功能，如自动照明控制、实时滤镜（润色）、自动对焦等功能，提供了用户更多的易用性，这进一步加速了摄像头的普及。

### 游戏控制设备
特殊软件可以使用网络摄像头的视频流来协助或增强用户对应用和游戏的控制。可以观察和跟踪视频功能，包括脸部，形状，模型和颜色，以产生相应的控制形式。例如，可以跟踪单个光源的位置并用于模拟鼠标指针，头戴式灯将实现免提计算，并将大大提高计算机可访问性。这可以应用于游戏，提供额外的控制，改进的交互性和沉浸感。
FreeTrack是一款适用于Microsoft Windows的免费网络摄像头运动跟踪应用程序，可以跟踪特定的头戴式模型，最多可以达到六个自由度，并将鼠标，键盘，操纵杆和FreeTrack支持的游戏输出数据。通过去除网络摄像头的IR滤镜，可以使用IR LED，其具有肉眼不可见的优点，消除了用户的分心。 TrackIR是这项技术的商业版本。
适用于PlayStation 2的EyeToy，适用于PlayStation 3的PlayStation Eye，以及Xbox 360的Xbox Live Vision摄像机和Kinect运动传感器，以及已被某些游戏用作控制输入设备的彩色数码相机。
基于小型网络摄像头的PC游戏可以作为独立的可执行文件或使用Adobe Flash的Web浏览器窗口中使用。

## 技術
USB video device class（UVC）可支援各式的網路攝影機，因此電腦不必再安裝多餘的驅動程式。目前Microsoft Windows Vista、Linux和Mac OS X 10.4與10.5皆有支援內建的UVC drivers.

## 感光元件
網路攝影機的感光元件為影像擷取元件，有互補式金屬氧化物半導體（CMOS）和电荷耦合元件（CCD）两种模式。兩者都是將物品所反射的光轉為數位訊號，壓縮後儲存於記憶體上。
- 互補式金屬氧化物半導體

既互补性金属氧化物半导体，主要是利用硅和锗这两种元素所做成的半导体，通过上带负电和带正电的晶体管来实现基本的功能的。这两个互补效应所产生的电流即可被处理芯片记录和解读成影像。的优势就是非常省电。不像由二级管组成的、电路几乎没有静态电量消耗。这就使得的耗电量只有普通的1/3左右，重要问题是在处理快速变换的影像时，由于电流变换过于频繁而过热。暗电流抑制的好就问题不大，如果抑制的不好就十分容易出现点。摄像机可以做得非常小。传感器对于高帧摄像机非常有用，速度能达到400到2000帧/秒。所以对于高速摄像场所，选用摄像机效果更佳。而注重功耗和成本的产品则选择图像传感器。
- 电荷耦合元件

图像传感器由在单晶硅基片上呈二维排列的光电二级管及其传输电路构成。光电二极管把光转化成电荷，再经转化电路传送和输出。通常，传送优良图像质量的设备都采用图像传感器，感光单元有效面积大，在光照强度较低的环境中，能相对清晰地呈现出被摄物体原貌。在低照度环境下，如灯光较暗的停车场、楼梯间、封闭通道和暗室等，宜选用感光灵敏的摄像机。对画质要求苛刻的场合宜选用摄像机。像素越高、尺寸越大的拥有更好的图像品质。
综上所述，传感器在灵敏度、分辨率、噪声控制等方面都优于传感器，而传感器则具有低成本、低功耗、以及高整合度的特点。不过，随着与传感器技术的进步，两者的差异有逐渐缩小的态势。

## 連接埠類型
網路攝影機的連接埠類型有：
- 通用串行总线
- 并行接口
- 乙太網路
- Wi-Fi